# Torre de Marata (les Franqueses del Vallès)
Torre de Marata és una masia del municipi de les Franqueses del Vallès (Vallès Oriental) declarada bé cultural d'interès nacional.

## Descripció
Es tracta d'una masia amb restes d'una fortalesa medieval.
Conta d'una torre de planta quadrada, té tres pisos d'alçada i està coberta per una teulada a doble vessant. Té afegit un altre cos de planta rectangular cobert a una sola vessant. L'antic portal de punt rodó, orientat cara a migdia, es troba tapiat. El seu costat s'ha obert una porta rectangular i dues grans finestres balconeres en el primer pis. Hi ha espitlleres de defensa a tots els pisos. Els angles de la torre són de grans carreus rectangulars. S'ha format un barri tancat al voltant de la casa. A la planta baixa queden restes de grans bigues de fusta devien suportar el primer pis.

## Història
La torre podria ser la primera edificació de Marata. S'anomena també Torre de Marata i és per això que s'ha confós amb la Torre de Seva o Torre Vella. No es conserva cap documentació de la casa i el sistema de construcció és popular, motius que no permeten conèixer els orígens precisos de la torre.
Els propietaris de 1986, que es remunten a quatre generacions, desconeixen el nom dels antics propietaris.